# Русийон (Воклюз)
Русийо́н (фр. Roussillon) — коммуна во французском департаменте Воклюз региона Прованс — Альпы — Лазурный Берег. Относится к кантону Горд. 

## Географическое положение

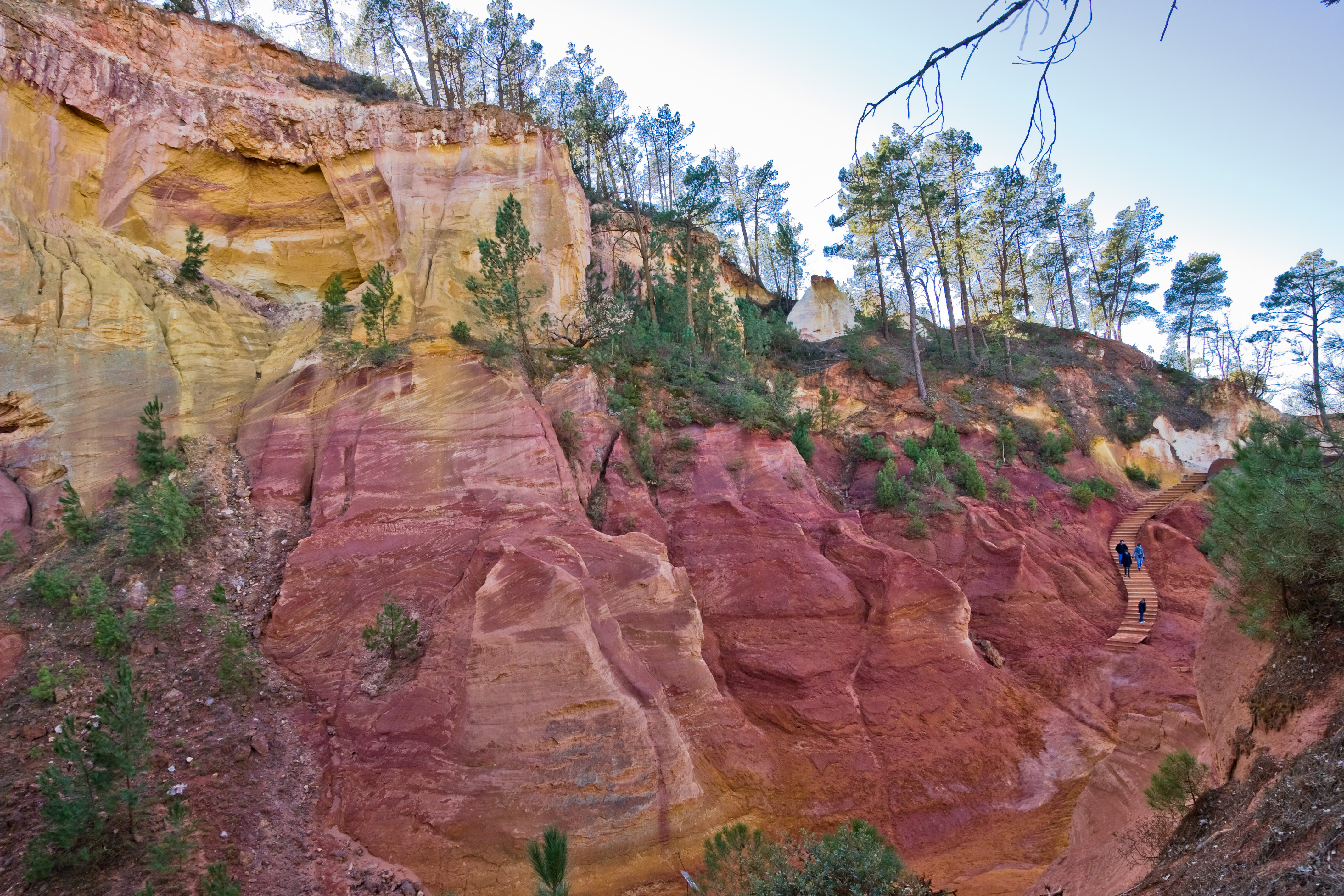
Открытые пласты охры под Русийоном.

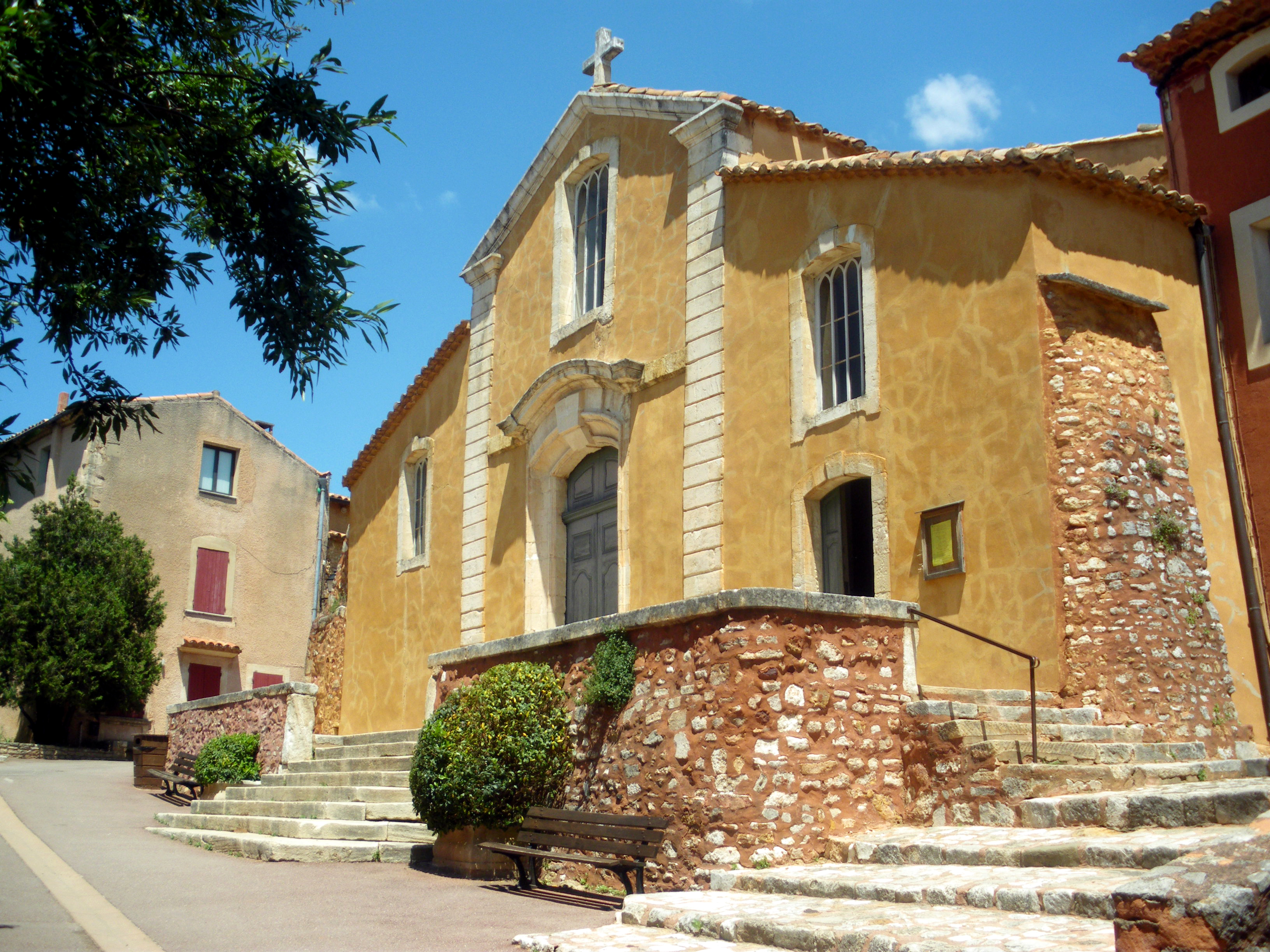
Церковь Сен-Мишель.

Русийон расположен в 39 км к юго-востоку от Авиньона. Соседние коммуны: Лью на севере, Сен-Сатюрнен-лез-Апт на северо-востоке, Гаргас на востоке, Гульт на юго-западе, Жукас на северо-западе.
Входит в Ассоциацию красивейших городов Франции.

### Гидрография
Русийон пересекают две реки: Имерг на севере и Юрбан на восточной границе коммуны. Кроме этого, по территории коммуны протекает приток Имерга Карле.

## Демография
Население коммуны на 2010 год составляло 1305 человек.
| 1962 | 1968 | 1975 | 1982 | 1990 | 1999 | 2010 |
| ---- | ---- | ---- | ---- | ---- | ---- | ---- |
| 702  | 827  | 1093 | 1313 | 1165 | 1162 | 1305 |

## Достопримечательности
- Дома в провансальском стиле XVII и XVIII веков.
- Церковь Сен-Мишель, фасад XVII века.

## В кинематографе
В Русийоне снималось несколько известных кинокартин:
- 1992 — «Прекрасная история» (фр. La belle histoire), режиссёр Клод Лелуш
- 1995 — «Проклятый газон» (фр. Gazon maudit), режиссёр Жозиан Баласко
- 2007 — «Сегодня я сплю с тобой» (фр. Ce soir je dors chez toi), режиссёр Оливье Бару